# Гасангая (Агдеринский район)
Гасангая, также Гасанкая (азерб. Həsənqaya) — село в Агдеринском районе Азербайджана, является центром Гасангаинского сельского административно-территориального округа.

## География
Село Гасангая является центром Гасангаинского сельского административно-территориального округа в составе Агдеринского района, при этом в состав этого сельского административно-территориального округа входят также и сёла Чилябюрт, Гёйарх и Маралъянсаров.
Село Гасангая расположено к западу от посёлка Шыхарх.

## История
Согласно Кузнецову, ко времени прихода Российской империи в регион, население села Гасанкая состояло из удин или из потомков удин.
Название «Гасангая» в переводе с азербайджанского языка означает «скала Гасана». Ранее село именовалось Буруч.
В советский период на 1977 год село входило в состав Ленинаванского (ныне посёлок Шыхарх) посёлкового Совета Мардакертского района Нагорно-Карабахской автономной области (НКАО) Азербайджанской ССР. Сама Нагорно-Карабахская автономная область была образована в 1923 году и до 1936 года называлась Автономная Область Нагорного Карабаха (АОНК).
2 сентября 1991 года на совместной сессии Нагорно-Карабахского областного и Шаумяновского районного Советов народных депутатов была принята Декларация о провозглашении Нагорно-Карабахской Республики в границах Нагорно-Карабахской автономной области (НКАО) и сопредельного Шаумяновского района Азербайджанской ССР. В ответ, 26 ноября 1991 года Верховный Совет Азербайджанский Республики принял закон «Об упразднении Нагорно-Карабахской автономной области Азербайджанской Республики». В этом законе помимо упразднения Нагорно-Карабахской Автономной Области (НКАО), было постановлено в том числе также и переименование Мардакертского района в Агдеринский.
Решением Милли Меджлиса Азербайджанской Республики от 25 августа 1992 года Гасангаинский сельсовет из состава Агдеринского района был передан в состав Тертерского района. Сам же Агдеринский район был упразднён решением Милли Меджлиса Азербайджанской Республики от 13 октября 1992 года, а территория упразднённого района была разделена между Агдамским, Кельбаджарским и Тертерским районами.
29 июня 1992 года, во время Первой Карабахской войны, в ходе Гёранбойской операции, у села Гасангая произошёл бой между Гянджинским батальоном Национальной армии Азербайджана и армянскими силами, в котором были уничтожены 79 армянских солдат из отрядов «Арабо», «Зейтун» и других. По утверждениям азербайджанской стороны, солдаты этих отрядов были замешаны в расправах над мирным азербайджанским населением. По итогам Первой Карабахской войны село осталось под контролем Азербайджана. Однако на него продолжала претендовать непризнанная Нагорно-Карабахская Республика (НКР), согласно административно-территориальному делению которой село было включено в Мартакертский район НКР. 26 июня 1998 года власти непризнанной республики издали указ о переименовании села в Айкаджур (арм. Հայկաջուր). По итогам боевых действий в сентябре 2023 года непризнанная НКР объявила о самороспуске до 1 января 2024 года.
В настоящий момент в селе проживают азербайджанские вынужденные переселенцы.
В 2023 году Агдеринский район был восстановлен в прежних границах и Гасангаинский сельский административно-территориальный округ вместе с входящим в него селом Гасангая вошёл в состав этого района. В настоящее время село Гасангая является центром Гасангаинского сельского административно-территориального округа Агдеринского района Азербайджана.

## Население
По переписи 1823 года — армянская деревня, с населением в 21 семейство.
По материалам посемейных списков на 1886 год, отмечается селение Брудж Чайлинского сельского общества I участка Джеванширского уезда Елисаветопольской губернии с населением 268 человек, состоявшим из азербайджанцев-шиитов.
По данным Кавказского календаря на 1911 год, население села составляло 530 человек, в основном армян
По состоянию на 1 января 1933 года в селе проживало 555 человек (105 хозяйств), все — армяне.